# Pedro Pablo Hernández
Pedro Pablo Hernández (Tucumán, Argentina, 24 d'octubre de 1986) és un futbolista xilè argentí que juga com a migcampista ofensiu o extrem esquerre al Club Atlético Independiente.